# Антоний III Студит
Патриа́рх Анто́ний III Студи́т  (греч. Πατριάρχης Αντώνιος Γ΄ ο Στουδίτης; умер в 983) — Патриарх Константинопольский с марта 974 по июнь 978 или апрель 979 года.

## Жизнеописание
Ещё в юношеском возрасте Антоний стал монахом Студийского монастыря, а в 916 году был избран игуменом этой обители.
В 963 году, уже в сане синкелла, Антоний по приказу Никифора II перевёл Феофано из императорского дворца во дворец во Влахернах.
В 970 году, после смерти патриарха Полиевкта, Антоний рассчитывал занять патриарший престол, но патриархом стал Василий I Скамандрин. Однако в 974 году Антоний сменил сосланного императором Иоанном I Цимисхием Василия на патриаршей кафедре Константинополя.
По различным данным, в июне 978 или в апреле 979 года, после обвинения в поддержке восстания Варды Склира, Антоний III Студит отрёкся от патриаршего престола и удалился в Студийский монастырь. Его преемником стал Николай II Хрисоверг.
Антоний умер в Константинополе, в 983 году. Всю свою долгую жизнь он отстаивал независимость церкви от государства и был известен как церковный оратор.